# Дорош, Роман Игоревич
Роман Игоревич Дорош (укр. Роман Ігорович Дорош; 1 января 1987, Киев, УССР, СССР) — украинский футболист, полузащитник.

## Биография
Начинал свою карьеру в Киеве, где провел 50 игр (13 голов) в чемпионате Украины (ДЮФЛ). Затем играл в команде «Нафком» (Бровары). Позже стал игроком «Оболони», где выступал за фарм-клуб «Оболонь-2». В 2009 году перешёл в состав «Буковины», вместе с которой получил путевку в первую лигу Украины, завоевавши чемпионство второй лиги. С 2010 года начал регулярно выступать за черновицкую команду (111 матчей во всех турнирах).
Сезон 2013/2014 начал в составе донецкого «Олимпика», в котором дебютировал 31 августа 2013 года в матче против «Александрии», выйдя на поле вместо Дмитрия Гришко, который получил травму. Закрепиться в основном составе Роману не удалось. За донецкую команду воспитанник киевского футбола провел лишь 9 встреч и отыграв лишь один сезон, покинул клуб.
Следующий сезон начал в составе криворожского «Горняка», в течение двух сезонов принял участие в 51 матче. 23 июня 2016 получил статус свободного агента из-за снятия команды с турнира. 8 июля 2016 подписал контракт с «Буковиной», однако в конце февраля 2017 года по обоюдному согласию сторон прекратил сотрудничество с клубом. В марте 2017 года подписал контракт с клубом «Тернополь».
В апреле того же года принял решение продолжить карьеру в криворожском «Горняке», где также работал в качестве тренера в клубной детско-юношеской школе. Однако в скором времени вернулся назад в Черновцы, где работал на аналогичной должности в команде ФК «Лужаны». Также с 2019 года работал помощником президента «Буковины» Вадима Заяца, отвечая за финансовые дела черновицкого клуба. Со второй половины 2020 года отвечает за спорт в Мамаевской ОТГ (Мамаевцы, Черновицкая область) — Директор отдела физической культуры и спорта Мамаевского сельского совета.

### В сборной
В течение 3 лет выступал за различные юношеские сборные. Где в общей сложности провел 29 матчей и отметился 2 голами. Также выступал на чемпионате Европы 2004 года за сборную Украины (до 17 лет).

## Достижения
- Победитель Первой лиги Украины (1): 2013/14
- Победитель Второй лиги Украины (1): 2009/10

## Статистика
| Турниры             | Матчи | Количество забитых мячей |
| ------------------- | ----- | ------------------------ |
| Первая лига Украины | 168   | 4                        |
| Кубок Украины       | 10    | 0                        |
| Вторая лига Украины | 57    | 9                        |
| Всего за карьеру    | 235   | 13                       |